# Släggkastning för herrar i friidrott vid olympiska sommarspelen 2004

## Medaljörer
| Event         | Guld                 | Guld    | Silver               | Silver  | Brons              | Brons   |
| Släggkastning | Koji Murofushi Japan | 82,91 m | Ivan Tsichan Belarus | 79,81 m | Eşref Apak Turkiet | 79,51 m |

## Resultat
Adrian Annus, Ungern uppnådde det längsta kastet i finalen, men han diskvalificerades senare på grund av brott mot dopnings-bestämmelserna.
Resultaten anges i meter.

Q automatiskt kvalificerad.

q ett av de bästa resultaten därutöver.

DNS startade inte.

DNF kom inte i mål.

NR markerar nationsrekord.

PB markerar personligt rekord.

SB markerar bästa resultat under säsongen.

DSQ markerar diskvalificerad eller utesluten.

IR markerar att inget godkänt resultat uppnåtts

### Kval

#### Grupp A
| Placering | Totalt | Idrottare                      | Försök | Försök | Försök | Längd   | Noteringar |
| Placering | Totalt | Idrottare                      | 1      | 2      | 3      | Längd   | Noteringar |
| --------- | ------ | ------------------------------ | ------ | ------ | ------ | ------- | ---------- |
| 1         | —      | Adrián Annus (HUN)             | 79.59  | —      | —      | 79.59 m |            |
| 2         | 5      | Markus Esser (GER)             | 76.39  | 75.29  | 77.49  | 77.49 m |            |
| 3         | 7      | Igor Astapkovitj (BLR)         | 76.70  | 76.08  | 76.88  | 76.88 m |            |
| 4         | 9      | Eşref Apak (TUR)               | X      | X      | 76.74  | 76.74 m |            |
| 5         | 12     | Ilja Konovalov (RUS)           | 75.40  | X      | 76.36  | 76.36 m |            |
| 6         | 13     | Szymon Ziółkowski (POL)        | 76.12  | 74.55  | 76.17  | 76.17 m |            |
| 7         | 15     | Olli-Pekka Karjalainen (FIN)   | X      | 74.51  | 76.11  | 76.11 m |            |
| 8         | 17     | Alexandros Papadimitriou (GRE) | X      | X      | 75.55  | 75.55 m |            |
| 9         | 18     | Oleksandr Krykun (UKR)         | X      | 75.42  | 74.37  | 75.42 m |            |
| 10        | 23     | Patric Suter (SUI)             | 72.45  | X      | 73.54  | 73.54 m |            |
| 11        | 25     | Stuart Rendell (AUS)           | X      | 72.61  | X      | 72.61 m |            |
| 12        | 26     | Juan Ignacio Cerra (ARG)       | 69.10  | 72.53  | 68.64  | 72.53 m |            |
| 13        | 27     | Vítor Costa (POR)              | 72.47  | 72.44  | X      | 72.47 m |            |
| 14        | 28     | Roman Rozna (MDA)              | X      | X      | 71.78  | 71.78 m |            |
| 15        | 29     | Vladimír Maška (CZE)           | 71.76  | X      | X      | 71.76 m |            |
| 16        | 32     | A.G. Kruger (USA)              | 69.38  | 68.03  | X      | 69.38 m |            |
| —         | —      | Vladislav Piskunov (UKR)       | X      | X      | X      | NM      |            |
| —         | —      | Dilshod Nazarov (TJK)          | X      | X      | X      | NM      |            |

#### Grupp B
| Placering | Totalt | Idrottare                 | Försök | Försök | Försök | Längd   | Noteringar |
| Placering | Totalt | Idrottare                 | 1      | 2      | 3      | Längd   | Noteringar |
| --------- | ------ | ------------------------- | ------ | ------ | ------ | ------- | ---------- |
| 1         | 1      | Ivan Tsichan (BLR)        | 77.85  | 77.12  | 80.78  | 80.78 m |            |
| 2         | 2      | Krisztián Pars (HUN)      | 77.43  | 80.50  | —      | 80.50 m |            |
| 3         | 3      | Koji Murofushi (JPN)      | 79.55  | —      | —      | 79.55 m |            |
| 4         | 4      | Primož Kozmus (SLO)       | 76.97  | 78.81  | —      | 78.81 m | SB         |
| 5         | 6      | Libor Charfreitag (SVK)   | X      | X      | 77.30  | 77.30 m |            |
| 6         | 8      | Nicola Vizzoni (ITA)      | 76.84  | 75.35  | 75.03  | 76.84 m |            |
| 7         | 10     | Vadzim Dzevjatoŭski (BLR) | 71.69  | 74.81  | 76.72  | 76.72 m |            |
| 8         | 11     | Karsten Kobs (GER)        | 76.69  | X      | X      | 76.69 m |            |
| 9         | 14     | Miloslav Konopka (SVK)    | 74.42  | X      | 76.16  | 76.16 m |            |
| 10        | 16     | Sergej Kirmasov (RUS)     | 75.12  | 73.68  | 75.83  | 75.83 m |            |
| 11        | 19     | Artem Rubanko (UKR)       | 75.08  | X      | X      | 75.08 m |            |
| 12        | 20     | James Parker (USA)        | 73.15  | 74.09  | 75.04  | 75.04 m |            |
| 13        | 21     | András Haklits (CRO)      | X      | 73.51  | 74.43  | 74.43 m |            |
| 14        | 22     | David Söderberg (FIN)     | X      | X      | 74.14  | 74.14 m |            |
| 15        | 24     | Jurij Voronkin (RUS)      | 73.47  | 71.97  | X      | 73.47 m |            |
| 16        | 30     | Ali Al-Zinkawi (KUW)      | 70.67  | 71.06  | 70.68  | 71.06 m |            |
| 17        | 31     | Dorian Collaku (ALB)      | 70.06  | 69.27  | 67.61  | 70.06 m |            |

### Final
| Placering | Idrottare                 | Försök | Försök | Försök | Försök | Försök | Försök | Längd   | Noteringar |
| Placering | Idrottare                 | 1      | 2      | 3      | 4      | 5      | 6      | Längd   | Noteringar |
| --------- | ------------------------- | ------ | ------ | ------ | ------ | ------ | ------ | ------- | ---------- |
| 1         | Koji Murofushi (JPN)      | 79.90  | 81.60  | 81.16  | 82.35  | X      | 82.91  | 82.91 m | SB         |
| 2         | Ivan Tsichan (BLR)        | X      | X      | 78.55  | 78.31  | 79.81  | X      | 79.81 m |            |
| 3         | Eşref Apak (TUR)          | 75.79  | 79.51  | X      | 79.23  | 75.15  | 76.34  | 79.51 m |            |
| 4         | Vadzim Dzevjatoŭski (BLR) | 78.67  | 78.82  | X      | 75.41  | 76.61  | X      | 78.82 m |            |
| 5         | Krisztián Pars (HUN)      | 76.94  | 78.16  | 77.55  | 78.73  | X      | 77.26  | 78.73 m |            |
| 6         | Primož Kozmus (SLO)       | 75.82  | 77.08  | 76.45  | 78.56  | 77.61  | 78.24  | 78.56 m |            |
| 7         | Libor Charfreitag (SVK)   | 74.93  | 77.52  | 77.30  | 75.60  | 77.54  | 73.06  | 77.54 m |            |
|           |                           |        |        |        |        |        |        |         |            |
| 8         | Karsten Kobs (GER)        | 75.72  | 75.97  | 76.30  |        |        |        | 76.30 m |            |
| 9         | Igor Astapkovitj (BLR)    | X      | X      | 76.22  |        |        |        | 76.22 m |            |
| 10        | Nicola Vizzoni (ITA)      | 74.27  | 72.97  | 73.02  |        |        |        | 74.27 m |            |
| 11        | Markus Esser (GER)        | 72.51  | X      | 71.31  |        |        |        | 72.51 m |            |
| DSQ       | Adrián Annus (HUN)        |        |        |        |        |        |        | 83.19 m |            |

## Rekord

### Världsrekord
- Jurij Sedych, Sovjetunionen - 86,74 - 30 augusti 1986 - Stuttgart, Tyskland

### Olympiskt rekord
- Sergej Litvinov, Sovjetunionen – 84,80 - 26 september 1988 - Seoul, Sydkorea

## Tidigare vinnare

### OS
- 1896 i Aten: Ingen tävling
- 1900 i Paris: John Flanagan, USA – 51,01
- 1904 i S:t Louis: John Flanagan, USA – 51,23
- 1906 i Aten: Ingen tävling
- 1908 i London: John Flanagan, USA – 51,93
- 1912 i Stockholm: Mattew McGrath, USA – 54,74
- 1920 i Antwerpen: Patrick Ryan, USA – 52,88
- 1924 i Paris: Frederick Tootell, USA – 53,30
- 1928 i Amsterdam: Patrick O’Callaghan, Irland – 51,39
- 1932 i Los Angeles: Patrick O’Callaghan, Irland – 53,92
- 1936 i Berlin: Karl Hein, Tyskland – 56,49
- 1948 i London: Imre Nemeth, Ungern – 56,07
- 1952 i Helsingfors: Joszef Csermak, Ungern – 60,34
- 1956 i Melbourne: Harold Conolly, USA – 63,19
- 1960 i Rom: Vasilij Rudenkov, Sovjetunionen – 67,10
- 1964 i Tokyo: Romuald Klim, Sovjetunionen – 69,74
- 1968 i Mexico City: Gyula Zsivotzky, Ungern – 73,36
- 1972 i München: Anatolij Bondartjuk, Sovjetunionen – 75,50
- 1976 i Montréal: Jurij Sedych, Sovjetunionen – 77,52
- 1980 i Moskva: Jurij Sedych, Sovjetunionen – 81,80
- 1984 i Los Angeles: Juha Tiainen, Finland – 78,08
- 1988 i Seoul: Sergej Litvinov, Sovjetunionen – 84,80
- 1992 i Barcelona: Andrej Abduvaljev, Ryssland – 82,54
- 1996 i Atlanta: Balazs Kiss, Ungern – 81,24
- 2000 i Sydney: Szymon Ziolkowski, Polen – 80,02

### VM
- 1983 i Helsingfors: Sergej Litvinov, Sovjetunionen – 82,68
- 1987 i Rom: Sergej Litvinov, Sovjetunionen – 83,06
- 1991 i Tokyo: Jurij Sedych, Sovjetunionen – 81,70
- 1993 i Stuttgart: Andrej Abduvaljev, Tadzjikistan – 81,64
- 1995 i Göteborg: Andrej Abduvaljev, Tadzjikistan – 81,56
- 1997 i Aten: Heinz Weis, Tyskland – 81,78
- 1999 i Sevilla: Karsten Kobs, Tyskland – 80,24
- 2001 i Edmonton: Szymon Ziolkowski, Polen – 83,38
- 2003 i Paris: Ivan Tichon, Vitryssland – 83,05